# Ōishida
Ōishida (大石田町?) è una cittadina giapponese della prefettura di Yamagata.